# Octavian Goga

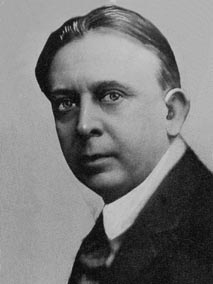
Octavian Goga

Octavian Goga (Rășinari, 1 april 1881 – Kasteel Ciucea, 7 mei 1938), was een Roemeens nationalistisch politicus, dichter, toneelschrijver, journalist en vertaler.

## Biografie
Octavian Goga werd geboren in Rășinari, vlak bij Sibiu in Transsylvanië (Zevenburgen), een streek die tot 1918 deel uitmaakte van het keizerrijk Oostenrijk-Hongarije. Hij stamde uit een geslacht van Orthodoxe dorpsgeestelijken. Reeds in de vroege gedichten die van zijn hand verschenen bezong hij de schoonheid van zijn geboortegrond en het harde bestaan van de Transsylvaanse boer. Hij werd lid van de Roemeense Nationale Partij van Transsylvanië en de Banaat (PNR) en verwierf populariteit onder zijn mede-Roemenen vanwege zijn streven naar een Groot-Roemenië (vereniging van Transsylvanië en de Banaat met het Koninkrijk Roemenië), maar raakte hierdoor in conflict met de Hongaarse autoriteiten en zat daardoor meerdere malen gevangen. Tussen zijn gevangenschappen door woonde en werkte hij vooral in Roemenië.
Na de verwezenlijking van Groot-Roemenië in 1918, wijdde Octavian Goga zich nog uitsluitend aan de politiek. Hij verliet de PNR en sloot zich aan bij de populistische Volkspartij (PP) van generaal Alexandru Averescu. Hij was van 1920 tot 1921 minister in het kabinet van generaal Alexandru Averescu. Later was Goga in 1926 minister van Eredienst en van 30 maart 1926 tot 4 juni 1927 minister van Binnenlandse Zaken onder premier Averescu.

## Premier
Ocatavian Goga scheidde zich in 1932 van de Volkspartij en stichtte de Nationale Agrarische Partij (PNA), die naast nationalistisch ook antisemitisch gekleurd was. In 1935 fuseerde zijn partij met de Nationale Christelijke Verdedigingsliga van professor Alexandru C. Cuza tot de extreemrechtse Nationale Christelijke Partij (Roemenië) (PCN). Bij de Roemeense parlementsverkiezingen van 1937 behaalde de PCN slechts 9,2% van de stemmen (39 van de 387 zetels van het Roemeense parlement), desondanks benoemde koning Carol II van Roemenië Goga en Cuza tot formateurs. De koning wilde zo de andere extreemrechtse, fascistische, IJzeren Garde van Corneliu Zelea Codreanu, die derde was geworden bij de verkiezingen (15,6% van de stemmen, 66 zetels), te dwarsbomen.
Op 28 december 1937 werd Goga premier en voerde enkele antisemitische wetten door, gericht op het benadelen van de Joden. Hij stelde zulke hoge criteria aan de Joodse minderheid in Roemenië voor het burgerschap, dat veel Joden hun burgerschap verloren. Joodse bedrijven - over het algemeen waren dit grote bedrijven - werden gesloten en er vond een kapitaalvlucht plaats. De economie raakte ernstig in het slop. Daarnaast raakte de paramilitaire tak van de PCN, de Lăncieri, betrokken met vechtpartijen met de leden van de IJzeren Garde en ontspon er zich een gevaarlijke concurrentie tussen de PCN en de IJzeren Garde (hetgeen de koning juist wilde en verwachtte). Toen de zaak uit de hand liep diende Goga zijn ontslag in (11 februari 1938). De koning verving Goga door Patriarch Miron Cristea, het hoofd van de Roemeens-Orthodoxe Kerk. Carol II vestigde een persoonlijke dictatuur.

## Dood
Octavian Goga vestigde zich na zijn aftreden op Kasteel Ciucea in Transsylvanië. Hij werd op 5 mei 1938 getroffen door een beroerte. Hij overleed twee dagen later. Zijn lichaam werd opgebaard in het Atheneum Paleis in Boekarest. Adolf Hitler stuurde namens nazi-Duitsland een grote bloemenkrans die op de glazen deksel van de kist prijkte.

## Werken

### Poëzie
- Cărbunii ("Stukken Steenkool")
- Rugăciune ("Een Gebed")
- Plugarii ("De Ploeger")
- Oltul ("De Olt Rivier")
- Din Iarg ("Open Zee")
- Profetul ("De Profeet")
- Ceahlăul ("De Ceahlău")
- O ramură întârziată ("De Tere Tak")
- Trecutul ("Het Verleden")
- Apus ("Zonsopkomst")
- Mare eternă ("De Eeuwige Zee")

### Toneelstukken
- Domnul notar ("Meneer de Notaris")
- Meșterul Manole ("Meșterul Manoele")